# Viator (album)
Viator – dokumentacja  nagrań Józefa Skrzeka z 2000 roku.
Publikacja została wydana jako trzynasta płyta z 20 płytowego boxu muzycznego dotyczącego twórczości Józefa Skrzeka zatytułowanego Viator 1973–2007 wydanego przez Metal Mind Productions. Nagrania zostały zarejestrowane w Gliwicach i Katowicach w 2000 roku. Po raz pierwszy fragmenty tych sesji nagraniowych zostały wydane przez Śląską Witrynę Muzyczną w 2001 roku. Oficjalna premiera całego 20 płytowego boxu odbyła się w Studiu Koncertowym Polskiego Radia Katowice w kwietniu 2007 roku. Box został wydany w ilości 1000 numerowanych egzemplarzy.
Autorem tekstu do utworu 21. jest Alina Skrzek.
Pod nazwą Viator Records w 2014 roku Józef Skrzek uruchomił własną wytwórnię płytową.

## Muzycy
- Józef Skrzek – śpiew, keyboards
- Henryka Januszewska – śpiew (utwór 10)
- Elżbieta  Skrzek – śpiew (utwór 20)
- Karina Skrzek – śpiew (utwór 21)
- Roksana Vikaluk – śpiew (utwór 21)

## Lista utworów
1. Viator I  – 01:01
2. Viator II – 05:53
3. Viator III  – 01:05
4. Viator IV  – 00:51
5. Viator V  – 03:09
6. Viator VI  – 00:15
7. Viator VII  – 03:55
8. Viator VIII  – 01:08
9. Viator IX  – 02:50
10. Viator X: Dwie kobiety – fantazja pierwsza  – 02:49
11. Viator XI  – 02:34
12. Viator XII  – 02:14
13. Viator XIII  – 01:40
14. Viator XIV  – 02:18
15. Viator XV  – 00:48
16. Viator XVI  – 01:02
17. Viator XVII  – 01:25
18. Viator XVIII  – 00:12
19. Viator XIX  – 02:58
20. Viator XX: Dwie kobiety – fantazja druga  – 02:48
21. Słone perły  – 04:19